# Дославянская Хорватия
Территория Хорватии была обитаема с доисторических времён. Орудия из нижнего слоя Шандалья I стоянки Шандалья (sr:Шандаља) датируются возрастом ок. 800 тыс. лет. Шандалья II имеет радиоуглеродную дату ок. 12 320 лет.
В среднем палеолите (45—38 тыс. л. н.) здесь обитали неандертальцы (в пещере Виндия, в окрестностях Крапины). Неандертальцы из Крапины были каннибалами и болели раком.
Первые признаки появления культуры человека современного облика на стоянке Шандалья-2 (Šandalja II cave) в Истрии появились спустя 5—6 тысячелетий после продолжавшегося сотни лет кампанского вулканического суперизвержения, произошедшего 40 тыс. лет назад в районе Флегрейских полей на Апеннинах. На стоянке Шандалья II обнаружены скелетные останки по меньшей мере трёх человек эпиграветтской культуры.
Палеолитическая Венера из пещеры Влакно на острове Дуги-Оток датируется возрастом 15 тыс. лет. Фигуративное искусство найдено в Ромуальдовой пещере (Romualdova Pećina) на полуострове Истрия.
На побережье и островах Адриатики широкое распространение получили неолитические памятники импрессо (7700 л. н.). В поселениях данильской культуры Покровнике и Данило Битине на средиземноморском побережье Далмации найдены керамические изделия —ритоны, которые 7200 л. н. использовались для хранения ферментированных молочных продуктов, видимо, мягкого сыра. По результатам генетических исследований тогдашние жители Далмации страдали непереносимостью лактозы. Данильскую культуру сменила хварская культура. Культуры раннего неолита обнаружены на Хваре и других хорватских островах, а также на континенте.
У представителей неолитической культуры кардиальной керамики из пещеры Земуника (Zemunica Cave) определены Y-хромосомные гаплогруппы C1a2, E1b1b1a1b1 и митохондриальные гаплогруппы H1, K1b1a, N1a1.
Неолитические культуры сопотская, лендьельская культура и культура Винча оказали наибольшее влияние на энеолитическую ласиньскую культуру. У представителя сопотской культуры I5078 определили Y-хромосомную культуру J2a1-L26>Z6064>Y13128.
У жертв резни 6200-летней давности в Поточани (эпоха энеолита) определены Y-хромосомные гаплогруппы G2a2a1a, G2a2a1a2, G2a2b2a1, G2a2b2a1a1c, І2а2, I2a1a(xI2a1a2), С(xC1a1a1a,C1b3,С2), C-V20 (C1a2(xC1a2a1)) и митохондриальные гаплогруппы H, H4a1, H5, H5b, H7, H13b1+200, H26, H42, HV, N1a1a1, N1a1a1a3, U2, U5b1d1, U5b2c, T2b, T2b23, K1a1, K1a3a, K1a4a1, K1b1b1, J1, X2b.
У представителей энеолитической вучедольской культуры определили митохондриальные гаплогруппы T2c2, T2e, U4a и Y-хромосомные гаплогруппы R1b1a1a2a2, G2a2a1a2a.
Винковацкая культура существовала на севере Хорватии около 2300—1600 лет до н. э.
У образца I18719 из пещеры Безданяча (Bezdanjača Cave) археологически датируемого поздним бронзовым веком (3200 л. н., Croatia_MBA_LBA) определили Y-хромосомную гаплогруппу I2a1a2b1a1-Y3120>I2a-CTS10228 (динарский субклад) и очень молодую митохондриальную гаплогруппу HV0a1a (formed 800 ybp, TMRCA 500 ybp).

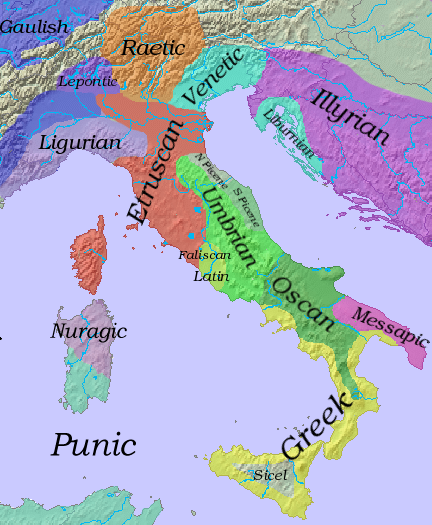
Иллирийцы на территории Хорватии в эпоху железного века

Первыми обитателями этих земель в исторический период были племена иллирийцев (далматы), отождествляемые с племенами гальштатской культуры (XII—V вв. до н. э.). У иллирийцев из захоронений Хорватии раннего железного века 1-го тысячелетия до н. э. определили Y-хромосомную гаплогруппу J2b2a1a1a1b2~-Y86930 и митохондриальные гаплогруппы T2a1a, T2b, H, H1, H3b, H5, HV0e, U5a1g.
Приблизительно в IV — III веках до нашей эры континентальные земли современной Хорватии были колонизированы кельтскими племенами; а побережье Далмации и острова — греками. Считается, что первая греческая колония на далматинских островах была основана на Висе (Иссе) в IV веке до н. э.

## Римское владычество
Во II веке до н. э. территория Хорватии была завоёвана Римом, сначала Истрия (177 г. до н. э.), а затем и прочие земли.
В 35 году до н. э. римляне захватили город Сисция.
На землях Хорватии были образованы две римские провинции — Паннония (континентальная часть современной Хорватии и часть современной Венгрии) и Далмация.
В 6—9 годах произошло Великое Иллирийское восстание иллирийских и паннонских племён против власти Римской империи, обозначившее конец завоевательных успехов императора Августа и переход римлян к обороне.
Столицей Далмации стал город Солин, где император Диоклетиан построил к 305 году свою резиденцию, площадью 39 тыс. м², с мавзолеем и храмом Юпитера. Однако после его смерти дворец приходит в запустение.

## В эпоху Великого переселения народов

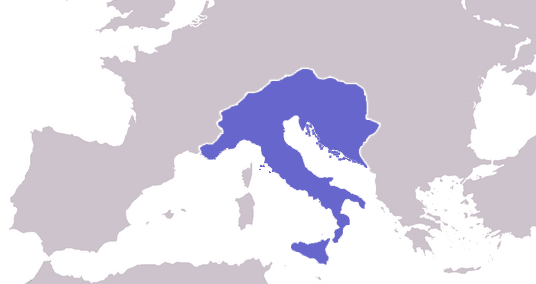
Территория Хорватии в составе королевства остготов

После падения Западной Римской империи регион переживал тяжёлое время.
В 535 году готы разоряют Салону. После долгой войны византийцы на правах наследников Римской империи к 554 устанавливают полный контроль над Далмацией
Однако вскоре появляется новая угроза — авары, которые создают могучее государство раскинувшееся от Альп до Азовского моря. В 596 году они захватывают Далмацию и начинают заселять её подвластными славянами с территории Галиции, в числе которых оказываются белые хорваты. Очевидно, что византийцы отчаянно сражались за Далмацию, так что аварам пришлось повторно покорять этот регион в 630 году.